# مارسل بروت‌هارس
مارسل بروت‌هارس (انگلیسی: Marcel Broodthaers; ۲۸ ژانویهٔ ۱۹۲۴ – ۲۸ ژانویهٔ ۱۹۷۶) شاعر، مجسمه‌ساز، نقاش، و عکاس اهل بلژیک بود.
رویکرد به خلق آثار هنری رویکردی بسیار با سوادانه و غالباً شوخ‌طبعانه بود. به عنوان یک شاعر و فعال سیاسی، بروت‌هارس علاقه مادام‌العمری به قدرت پخش همگانی آثار چاپی یعنی پوستر، گرافیک، کتاب‌های هنرمندانه داشت.